# 李星熲
李星熲（英語：Cherry Lee Sing Wing，1993年7月20日—），本名李洛鈞，曾用藝名唐詩勁、詩勁，香港女演員及 YouTuber，曾為《100毛》美術部平面設計師和毛記電視旗下藝員，現為自由身藝人。

## 簡歷

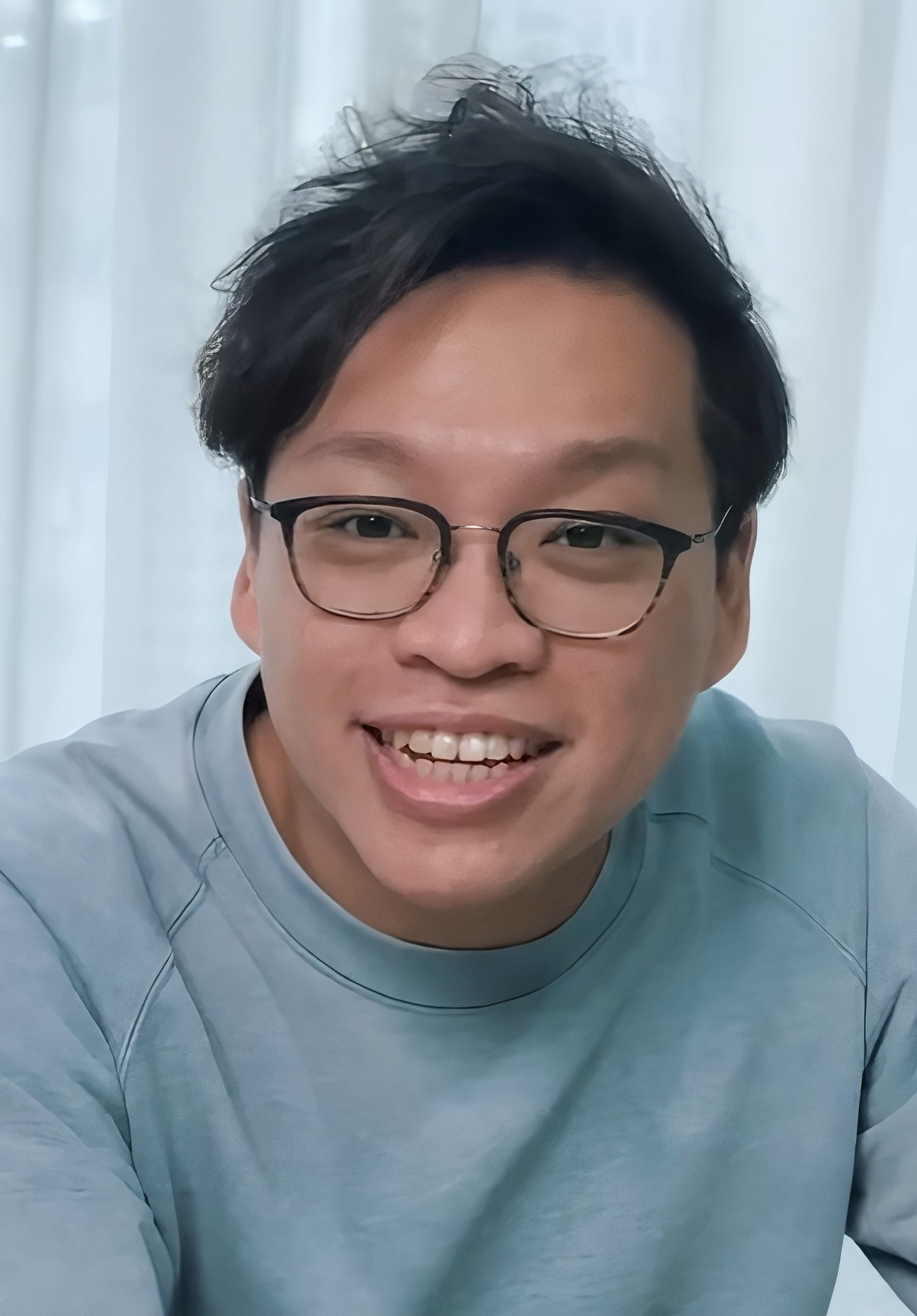
與王啟豪（崔建芒）合作經營 YouTube 頻道

李星熲為家中獨女，從小在樂富、馬頭涌一帶長大，1999至2012年間曾就讀馬頭涌官立小學（紅磡灣）及新亞中學（中一至中五唸商科），2014年12月修畢香港知專設計學院傳意設計學系視覺傳意高級文憑課程。她畢業後曾於香港迪士尼樂園精品店任職售貨員兩個月，2015年初應徵加入黑紙有限公司旗下雜誌《100毛》的美術部，主要從事平面設計工作，包括《100毛》、《100模》、《黑紙》及其他幕後設計；後來基於毛記電視不夠人手負責幕前製作，故此獲邀以臨時演員身份客串出鏡。2016年1月，她曾在《第一屆十大勁曲金曲分獎典禮》擔任分獎小姐，直到《萬千呃like賀台慶》舉行時才使用化名「唐詩勁」（影射藝人唐詩詠、由老闆林日曦所改）演出。隨後，她正式簽約成為毛記電視旗下偽員（藝員）及主播，開始以「詩人主播」造型在《六點半左右新聞報道》演出，並因經常在節目裡引用詩句而為人熟悉。
李星熲除了擔任主播，亦參與多個原創節目如《處旅行》、《愛護同事協會》、《毛記演偽人協會》等。2018年3月起，她與王啟豪（崔建芒）以情侶檔經營 YouTube 頻道「智將情侶 ♥ Cherry Kyle」，2020年7月曾一起演出 ViuTV 真人秀節目《調教你男友》。2021年5月中，她希望轉換工作環境和尋找更多機會，因此繼同事王雍泰（龍志權）離巢後也選擇離開《100毛》及毛記電視，又棄用「唐詩勁」而另取新藝名「李星熲」，嘗試以斜槓族身份向電視界或電影界等方面發展。2022年11月，她與王啟豪共同創立蠟燭品牌「Dilly Dally」，翌年11月2日假錦田 Happy Park 冰雪樂園（The White Barn Hong Kong）舉行婚禮。

## 演出作品

### 電視節目
| 首播         | 節目名                     | 備註                                                                                    |
| 毛記電視     |                            |                                                                                         |
| 2015年       | 勁曲金曲                   | 固定演出（「梁靚芬社區合唱團」成員） （页面存档备份，存于）                             |
| 2016至2021年 | 六點半左右新聞報道         | 4月5日起客串演出短劇 （页面存档备份，存于）5月26日起正式擔任主播 （页面存档备份，存于） |
| 2016年       | 第一屆十大勁曲金曲分獎典禮 | 固定演出（擔任分獎小姐） （页面存档备份，存于）                                         |
| 2016年       | 勁曲金曲                   | 固定演出（模仿「鄭Side文（鄭秀文）」）                                                  |
| 2016年       | 萬千呃like賀台慶           | 固定演出（「港女時代」成員「唐詩勁」） （页面存档备份，存于）                           |
| 2018年       | 愛護同事協會               | 固定演出 （页面存档备份，存于）                                                         |
| 2018年       | 處旅行                     | 固定演出 （页面存档备份，存于）                                                         |
| 2020年       | 毛記演偽人協會             | 固定演出 （页面存档备份，存于）                                                         |
| ViuTV        |                            |                                                                                         |
| 2020年       | 調教你男友                 | 固定演出                                                                                |
| Viu          |                            |                                                                                         |
| 2022年       | 黃Viu煲劇導賞團            | 固定演出（聲演）                                                                        |

### 廣告
| 年份   | 內容                                                                                       |
| 2022年 | 周大福「『Twosday』- 一場獨二無一嘅 Casting 【Cherry & Kyle 智將情侶足本版】」             |
| 2022年 | 永安旅遊「自主訂制遊 - 幫你『度身訂造』行程」                                              |
| 2022年 | 茲曼尼梳化「【夏日茲感謝祭】 茲曼尼 GIORMANI 梳化低至76折優惠，快啲嚟睇吓啦！」            |
| 2022年 | 茲曼尼梳化「一年一度夏日茲感謝祭又嚟喇！茲曼尼 GIORMANI 梳化低至77折優惠！」               |
| 2022年 | 永安旅遊「我要去旅遊呀·搵到個 APP 訂機票酒店好著數, 特價機票、酒店優惠，去旅行幫你慳更多」 |
| 2023年 | 永安旅遊「我要去旅遊·用永安旅遊 APP 訂機票酒店幫你慳更多！」                               |
| 2023年 | 樂聲牌（香港）「Panasonic 智 Smart 廚房之金蛋飯煲篇」                                      |

## 外部連結
- 唐詩勁的Facebook專頁
- Cherryfansclub的Instagram帳戶